# Valencia
 Ovo je glavno značenje pojma Valencia. Za druga značenja pogledajte Valencia (razdvojba).

Valencia (španjolski Valencia, valencijski València) je grad u Španjolskoj. Glavni je grad autonomne zajednice Valencije te istoimene provincije. Treći je po veličini (ali i po važnosti) španjolski grad. 
Svoj industrijski razvitak duguje razmahu poljodjelstva i prometu koji ostvaruje njezina luka. Poznata je širom svijeta po povorkama kola tijekom "Proljetnih svečanosti". 

## Povijest
Valenciju je osnovao rimski konzul Junije Brut (Decimus Junius Brutus Callaicus) kao Valentia Edetanorum 137. pr. Kr. Grad se nalazio u rimskoj vojnoj koloniji Edetiji u provinciji Hispania Tarraconensis. Nazvan je prema latinskoj riječi za vrijednost (snagu) "valentia". Nakon pada Rimskog Carstva su gradom vladali Vizigoti.
714. godine su Valenciju mirnim putem zauzeli Arapi (Mauri). Oni su grad nazvali Balansiya (بلنسية) i bio je jedan od značajnijih obrtničkih centara poznat po proizvodnji papira, svile, keramike i stakla. Iz arapskog vremena su do danas sačuvane brojne građevine (današnji toranj katedrale je bio minaret džamije). 1094. je Valenciju nakon bitke zauzeo poznati kršćanski ratnik Rodrigo Díaz de Vivar poznatiji kao El Cid. On je džamije pretvarao u crkve i htio Valenciju pretvoriti u kršćanski centar. Nakon njegove smrti 1099. godine je gradom vladala njegova udovica do 1102. godine kad su ga ponovo osvojili Arapi Almoravidi. 1238. je Valenciju zauzeo Aragonski kralj Jakov I. Aragonski i stvorio Valencijsko kraljevstvo unutar Kraljevstva Aragon. Iz grada je protjerano 50 000 Arapa.
U kasnijem razdoblju Valencia postaje jedan od najznačajnijih gradova na Sredozemlju. Tamo je osnovana prva tiskara na Pirenejskom poluotoku i 1478. je tiskana prva Biblija na lokalnom valencijskom narječju. Krajem 15. st. su ujedinjene kraljevine Aragon i Kastilja i stvorena je Španjolska. 1706. su tijekom Rata za španjolsko nasljeđe Valenciju zauzeli Englezi. Nakon njihovog odlaska je španjolski kralj ukinuo povlastice koje je Valencia imala jer je u ratu bila protiv kralja. 1811. ju je zauzeo Napoleonov general Suchet.
Tijekom Španjolskog građanskog rata je Valencija bila na strani Republikanaca, te je jedno vrijeme u njoj bilo sjedište vlade. Nakon rata je Francisco Franco učvrstio represiju protiv grada, te je zabranio svaku upotrebu valencijskog narječja. Nakon povratka demokracije 1982. se obnavlja samouprava Valencijske zajednice i valencijsko narječje ulazi u službenu upotrebu kao drugi službeni jezik. 2006. je Valenciju posjetio papa Benedikt XVI. i proslavio Svjetski dan obitelji.
Krajem listopada 2024. područje Valencije pogodile su jake poplave s mnogo preminulih i s velikom štetom.

## Zemljopis
Valencia se nalazi na istoku Španjolske, na obali Sredozemnog mora poznatoj kao Costa del Azahar. Smještena je u plodnoj ravnici Huerta de Valencia, na obali rijeke Turia. Ima značajan pomorski položaj, posebno prema obližnim otocima Balearima. Valencia ima mediteransku klimu s toplim suhim ljetima i blagim zimama.

## Znamenitosti
Valencia je turistički vrlo značajan grad zbog brojnih kulturno-povijesnih spomenika. Jedna od najznačajnijih građevina je gotička zgrada Llotja de la Seda ("Loža svile") izgrađena između 1482 i 1498. godine kao tržnica za svilu i nalazi se na popisu svjetske baštine UNESCO-a. Znamenita je i katedrala u gotičkom stilu iz 15. st. Toranj katedrale je ostatak bivše džamije iz arapskog vremena. Postoji više ostataka arapskih građevina od kojih je najpoznatije kupalište. Centralna tržnica je jedna od najvećih u Europi. U gradu se čuva kalež za koji mnogi vjeruju da je kalež s Kristove Posljednje večere (sveti gral). Njega je papa Benedikt XVI. koristio kad je posjetio Valenciju.
Valencia ima i značajne građevine moderne arhitekture. Najznačajniji je umjetnički centar nazvan Grad umjetnosti i znanosti (Ciutat de les Arts i les Ciències) kojeg je projektirao svjetski poznati arhitekt Santiago Calatrava koji je rođen u Valenciji.

## Gospodarstvo
Najvažnije djelatnosti u Valenciji su lučki promet i turizam. Valencijska luka je druga po značenju u Španjolskoj (nakon Barcelone), ali prva po kontejnerskom prometu.